# Guinguinéo
Guinguinéo è un centro abitato del Senegal, situato nella Regione di Kaolack e capoluogo del Dipartimento di Guinguinéo.